# Garlieb Merkel
Garlieb Helwig Merkel (31. oktober 1769 i Lēdurga i Guvernement Livland – 9. maj 1850 i Riga i Guvernement Livland) var en tyskbaltisk forfatter og aktivist, og en tidlig estofil og lettofil.
Merkel blev født i en landdistriktspræsts familie i Livland. Hans far døde tidligt så han fik ikke en ordentlig uddannelse, men klarede sig som autodidakt. Som 17-årig arbejdede han som huslærer for overklassens familier. I 1790 blev han medlem af kredsen af intellektuelle i Riga. Påvirket af idéerne han fandt der, udgav han bogen Die Letten (Letterne) i 1794, som i de mørkeste vendinger beskrev bøndernes liv, og grusomhederne begået af de tyskbaltiske godsejere, og opfordrede Det Russiske Kejserriges regering til at gribe ind og rette op på det lettiske folks skæbne. Bogen fik stor popularitet i det tyske samfund og blev oversat til fransk, dansk og russisk. I 1800 blev den oprindelige tyske udgave af bogen genudgivet. Bogen oversattes i 1953 af Ābrams Feldhūns til lettisk.
Merkels bog forårsagede en storm af vrede blandt godsejerne i Livland, og han blev tvunget i eksil. Han flyttede til Weimar, derefter i 1800 til Berlin, hvor han var medredaktør med August von Kotzebue af det ugentlige tidsskrift Der Freimutige (1803–06).
I 1816 vendte Merkel tilbage til Livland. Han udgav bogen Mine ti år i Tyskland (1818) og Billeder og tegn fra mit liv (i to bind, fra 1839 til 1840). Han skrev også pjecen Befri letterne og esterne (1820), som blev offentliggjort i Leipzig.

## Yderligere læsning
- Deniss Hanovs. The National Movement in Latvia in the 19th Century. The Nation as a Quasi-Religion (2003)
- Roger Bartlett. Nation, Revolution und Religion in der Gesellschaftskonzeption von Garlieb Merkel (2005)